# Championnat d'Asie féminin de rugby à XV 2025
Ne doit pas être confondu avec Championnat d'Asie de rugby à XV 2025.
 (mai 2025).
Navigation
Édition précédente
Le Championnat d'Asie féminin de rugby à XV (en) 2025 est la quatorzième édition de la compétition, organisée à Fukuoka au Japon du 15 au 25 mai 2025.
Toutes les rencontres sont jouées au centre national du rugby de Fukuoka.

## Format
Les équipes se rencontrent chacune une fois.

## Classement et résultats

### Classement
| Rang | Pays       | J | V | N | D | Bo | Bd | Pm  | Pe | Diff | Pts |
| ---- | ---------- | - | - | - | - | -- | -- | --- | -- | ---- | --- |
| 1    | Japon      | 2 | 2 | 0 | 0 | 2  | 0  | 153 | 5  | +148 | 10  |
| 2    | Hong Kong  | 2 | 1 | 0 | 1 | 1  | 0  | 34  | 75 | -41  | 5   |
| 3    | Kazakhstan | 2 | 0 | 0 | 2 | 0  | 0  | 12  | 19 | -7   | 0   |

### Résultats
| 15 mai 2025 13 h UTC+09:00 | Japon bo | 90 - 0 (31 - 0) | Kazakhstan                             | Fukuoka 121 spectateurs Arbitre : Lee |
| 15 mai 2025 13 h UTC+09:00 | Essai(s) : 14 Kobayashi (5e), Havili Kagawa (8e), M. Nishimura (15e, 70e), Korai (25e, 66e, 79e), Komaki (40e), Kokaji (41e), Nakamura (45e), Matsunaga (52e, 76e), Ando (62e), Yasuo (73e) Transformation(s) : 10 Otsuka (5e, 8e, 15e), S.Nishimura (41e, 45e, 52e, 62e, 66e, 70e, 76e) | Rapport         | Carton(s) jaune(s) : 1 Melnikova (40e) | Fukuoka 121 spectateurs Arbitre : Lee |
| 15 mai 2025 13 h UTC+09:00 | | Rapport         |                                        | Fukuoka 121 spectateurs Arbitre : Lee |

| 20 mai 2025 13 h UTC+09:00 | Hong Kong bo | 23 - 12 (17 - 0) | Kazakhstan                                                                                | Fukuoka Arbitre : Shannah Forrest |
| 20 mai 2025 13 h UTC+09:00 | Essai(s) : 5 Dhar (10e), Herewini (19e), Forrest (40e), Eden (60e), Hood (79e) Transformation(s) : 2 Lo (31e), Lee (79e) | Rapport          | Essai(s) : 2 Shadrina (54e), Kamendrovskaya (64e) Transformation(s) : 1 Kruchinkina (65e) | Fukuoka Arbitre : Shannah Forrest |
| 20 mai 2025 13 h UTC+09:00 | | Rapport          |                                                                                           | Fukuoka Arbitre : Shannah Forrest |

| 25 mai 2025 13 h UTC+09:00 | Japon bo | 63 - 5 (29 - 0) | Hong Kong                | Fukuoka 310 spectateurs |
| 25 mai 2025 13 h UTC+09:00 | Essai(s) : 11 Kobayashi (9e, 17e, 70e), Mizutani (13e), Ouchida (24e, 27e, 35e, 78e), Korai (49e), Havili Kagawa (60e), Nishi (75e) Transformation(s) : 4 Otsuka (17e, 28e), S. Nishimura (50e, 71e) | Rapport         | Essai(s) : 1 Chong (57e) | Fukuoka 310 spectateurs |
| 25 mai 2025 13 h UTC+09:00 | | Rapport         |                          | Fukuoka 310 spectateurs |